# Schöneben (Gemeinde Ulrichsberg)
Schöneben ist eine Ortschaft in der Marktgemeinde Ulrichsberg im Bezirk Rohrbach in Oberösterreich.

## Geografie

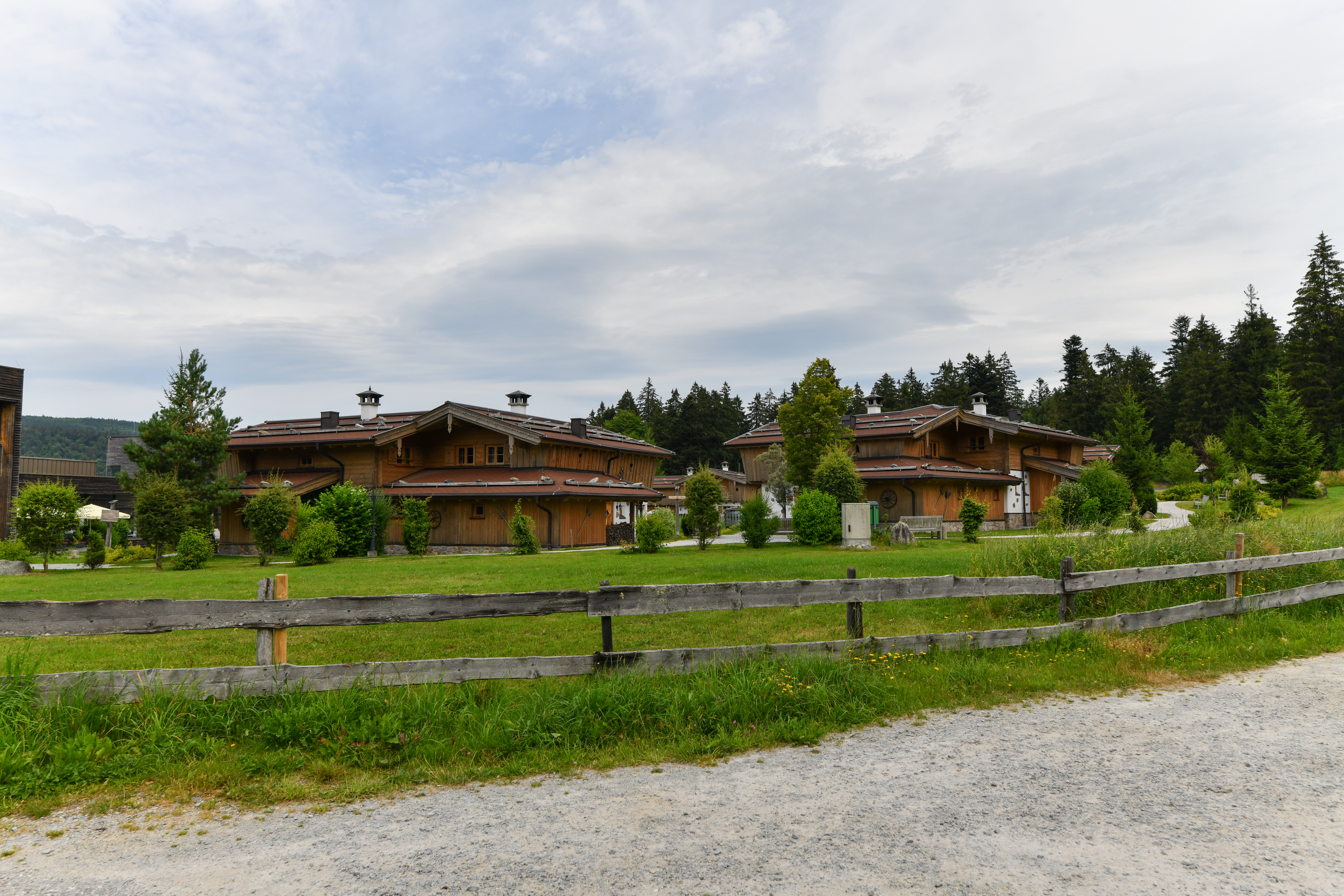
Chaletdorf INNs HOLZ in Schöneben

Die Rotte befindet sich nördlich von Ulrichsberg mitten im Böhmerwald zwischen dem Sperrbühel (982 m ü. A.) und dem Sulzberg (1041 m ü. A.), wo auch der Hintenberger Bach entspringt. Der Ort liegt zugleich an der Wasserscheide zwischen Donau und Moldau und wird vom Langlaufzentrum und dem Chaletdorf dominiert. Die Ortschaft umfasste heute 27 Adressen (Stand: 1. April 2020). Sie zählt zur Katastralgemeinde Hintenberg.
Mehrere große Wiesen bei der Siedlung werden landwirtschaftlich genutzt. Sie ist Teil der 22.302 Hektar großen Important Bird Area Böhmerwald und Mühltal. und vom 9.350 Hektar großen Europaschutzgebiet Böhmerwald-Mühltäler umgeben. Bei einer Großpilz-Kartierung im Jahr 1993 wurden folgende Arten bei Schöneben dokumentiert:
- Pfeffer-Röhrling (Boletus piperatus)
- Bergahorn-Borstenscheibling (Hymenochaete carpatica)
- Violetter Lacktrichterling (Laccaria amethystea)
- Flatter-Milchling (Lactarius theiogalus)
- Olivbrauner Milchling (Lactarius turpis)
- Weißmilchender Helmling (Mycena galopus)
- Blauender Saftporling (Spongiporus caesius)[6]

Nicht zu verwechseln ist Schöneben mit dem Skigebiet Schöneben in Südtirol.

## Geschichte
Der im 19. Jahrhundert noch weitgehend unbesiedelte Ort, der damals nur aus ein paar Waldarbeiterhütten bestand, war lange Zeit ein Ortsteil von Lichtenberg und wurde erst in jüngster Zeit zum Wintersportort ausgebaut.

## Sehenswertes
Die Filialkirche Schöneben wurde nach Plänen von Walter Esch nach dem Zweiten Weltkrieg von Heimatvertriebenen errichtet und 1962 Maria auf der Flucht nach Ägypten geweiht.

## Nordisches Zentrum Schöneben

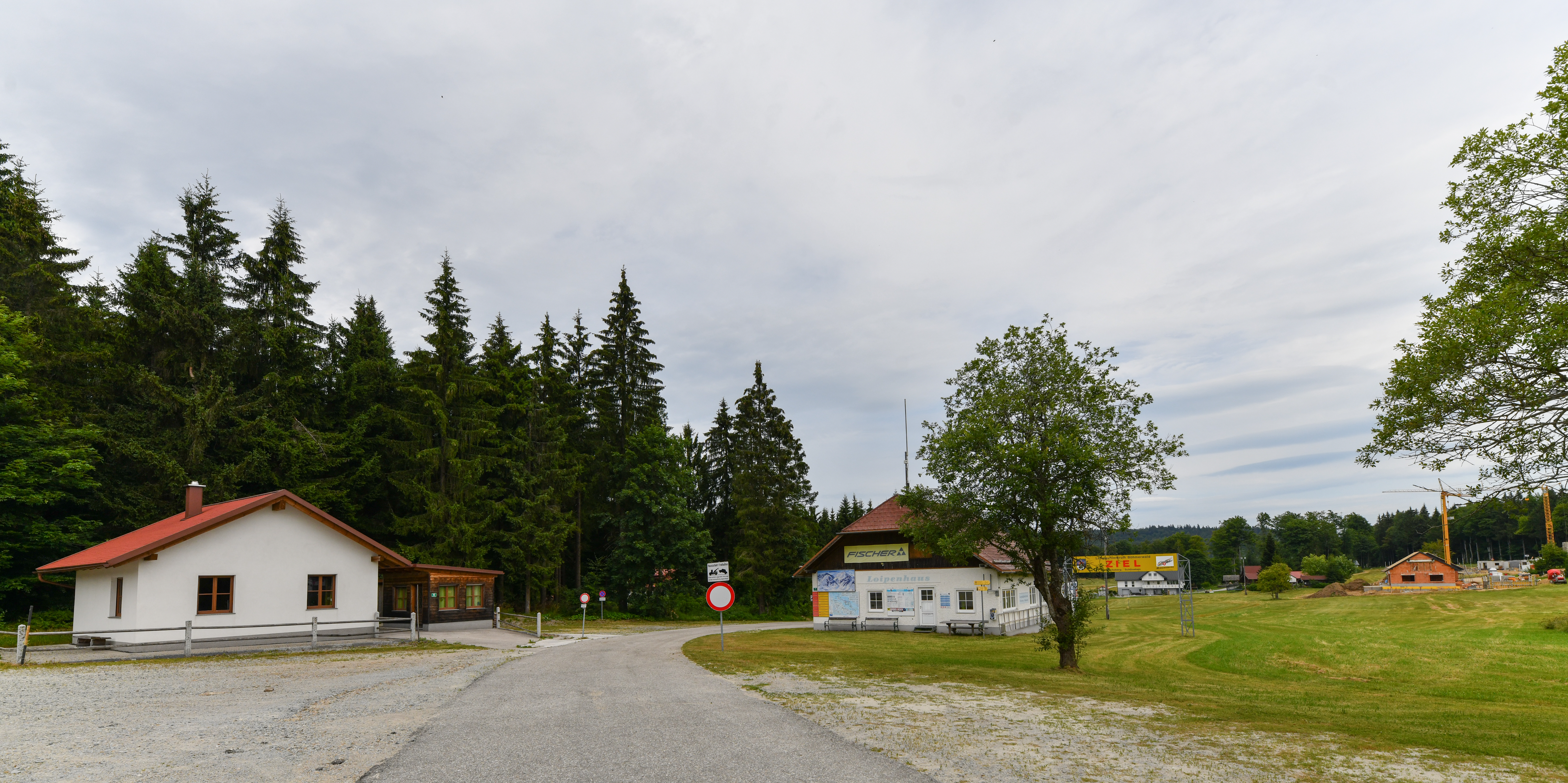
Loipen-Infrastruktur in Schöneben im Sommer

Das über sieben Loipen verfügende Wintersportgebiet, wobei die längste Loipe bis an den Hochficht (1338 m ü. A.) führt, wird von einem markanten Hauptgebäude aus betreut, das als Unterkunft und als Gaststätte fungiert. Um dieses gruppieren sich zahlreiche luxuriös ausgestattete Chalets.
In nächster Nähe befindet sich auch die Böhmerwaldschule, die mit geführten Wanderungen, Waldschultagen, einem Waldtheater mit abendlichen Konzerten den Wald erlebbar macht und mit einem umfangreichen Rahmenprogramm aufwartet.

## Aussichtswarten
Am Sulzberg befinden sich zwei Aussichtstürme, die Alpenblick und Moldaublick genannt werden und eine Aussicht auf die entsprechenden Ziele bieten. Den Alpenblick erhascht man aber nur an sehr klaren Tagen.